# Cywilizacja śmierci
Cywilizacja śmierci – termin stosowany w teologii moralnej przez teologów katolickich, po raz pierwszy użyty przez papieża Jana Pawła II  w czasie jego pontyfikatu. Termin ten jest przeciwieństwem sformułowanego przez papieża Pawła VI określenia „cywilizacja miłości”.
Zjawiska związane z „cywilizacją śmierci” papież Jan Paweł II wymienił przede wszystkim w encyklikach Veritatis Splendor i Evangelium Vitae.
Według Jana Pawła II pojęcie „cywilizacji śmierci” lub „kultury śmierci” odzwierciedla stosunek ludzi do życia. Kościół katolicki potępia takie działania jak: aborcja, eutanazja, morderstwo, ludobójstwo, antykoncepcja oraz metody zapłodnienia in vitro. Wielu katolickich teologów często twierdzi, że państwa Europy zachodniej porzuciły „cywilizację życia” – przez którą należy rozumieć między innymi kultywowanie wartości rodzinnych i przekonanie o świętości życia ludzkiego – jedyną drogę, która uchronić może od wspomnianej cywilizacji śmierci.
Naruszanie klasycznych struktur rodzinnych prowadzić ma, zdaniem zwolenników chrześcijańskiej „cywilizacji życia”, do samozagłady społeczeństwa, które, popadając w hedonizm, zaprzestaje reprodukcji. Rodzina jest, zgodnie z nauczaniem Kościoła, jedynym gwarantem przetrwania społeczeństwa i jego prawidłowego rozwoju.

## Krytyka
Krytycy pojęcia „cywilizacji śmierci” uznają je za termin propagandowy, dyskredytujący pewne zachowania społeczne, między innymi poprzez stawianie na tym samym poziomie zjawisk uważanych za kryminalne (morderstwo) oraz krytykowanych przez Kościół eutanazji, antykoncepcji czy zapłodnień in vitro.